# Skimpot
Skimpot, est un quartier de la ville anglaise de Luton dans le Central Bedfordshire.

## Histoire
À l'est de Skimpot se trouve le site du Luton Stadium (en), un ancien stade de course de lévriers construit en 1931 où les courses ont eu lieu jusqu'en 1973. Le site est aujourd'hui une zone industrielle.